# Тшцянка

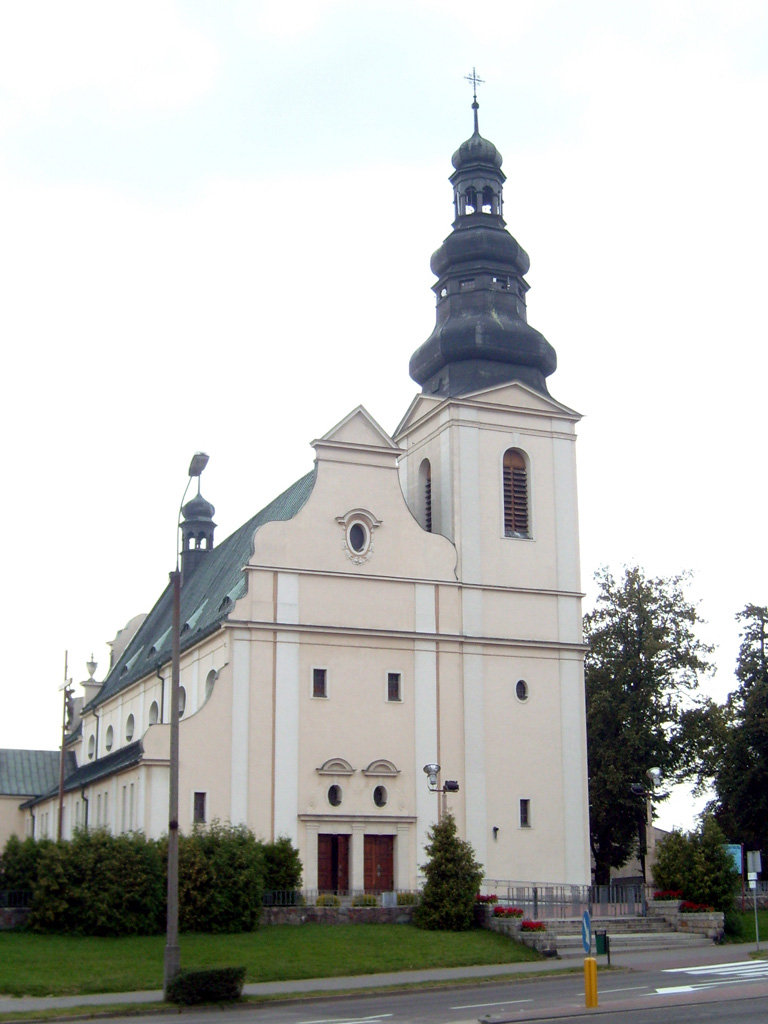
Костел

Тшця́нка (пол. Trzcianka, нім. Schönlanke) — місто в північно-західній Польщі.

## Демографія
Демографічна структура станом на 31 березня 2011 року:
|          | Загалом | Допрацездатний вік | Працездатний вік | Постпрацездатний вік |
| -------- | ------- | ------------------ | ---------------- | -------------------- |
| Чоловіки | 8429    | 1817               | 5855             | 757                  |
| Жінки    | 8995    | 1637               | 5437             | 1921                 |
| Разом    | 17424   | 3454               | 11292            | 2678                 |